# Les Misérables (film, 1925)
Pour les articles homonymes, voir Les Misérables (homonymie).
Pour plus de détails, voir Fiche technique et Distribution.
Les Misérables est un film français réalisé par Henri Fescourt et sorti en 1925.

## Synopsis
Jean Valjean, un paysan condamné à cinq ans d'incarcération pour avoir volé un pain, sort du bagne de Toulon en 1815 après y être resté dix-neuf ans à cause de ses multiples tentatives d'évasion. Alors âgé de quarante-six ans, il porte toute la rancœur du monde en lui. La seule personne qui lui ouvre sa porte et lui offre l'hospitalité pour la nuit est l'évêque de Digne Monseigneur Myriel auquel il dérobe cependant son argenterie avant de s'enfuir avant le lever du jour. Appréhendé par les gendarmes, Valjean est innocenté par l'évêque qui affirme lui avoir fait don de cette argenterie, notamment de deux chandeliers qu'il lui remet alors en prétendant qu'il avait oublié de les emporter. Ce dévouement extraordinaire bouleverse à ce point Valjean que, plongé dans une profonde réflexion et assis dans un chemin de campagne, il s'empare machinalement d'une pièce de quarante sous qu'un petit ramoneur a laissé tomber. Ceci amène la police à ficher Valjean comme récidiviste en rupture de ban. Ce sera son dernier méfait envers la société, car la magnanimité de l'évêque le conduit désormais à se dévouer à son prochain. Plusieurs années après, sous le nom de Monsieur Madeleine, il fonde une fabrique de verroterie qui relance l'économie de la petite ville de Montreuil-sur-Mer dans le Nord de la France. Il y instaure aussi des aides caritatives. Toutes ces contributions lui valent d'être élu maire. Mais pour innocenter un indigent, chapardeur de pommes, que le policier Javert accuse à tort d'être Jean Valjean, il révèle son identité en plein tribunal et s'enfuit pour aller arracher la petite Cosette des griffes des aubergistes Thénardier. Il l'élève comme sa fille après la mort de son infortunée mère Fantine que celle-ci avait naïvement confiée au terrible couple de malfrats. Sans cesse traqué par Javert, Valjean se réfugie à Paris où, après l'insurrection de 1832, il se sacrifie encore une fois pour le bonheur de Cosette, amoureuse de Marius, avant d'expirer l'année suivante sous l'éclat rédempteur de deux chandeliers en argent posés sur sa cheminée.

## Thèmes et contexte
Structuré en quatre époques, le film respecte fidèlement la trame du roman de Victor Hugo :
- 1re époque : Prologue et Fantine — De la rencontre d'octobre 1815 entre Jean Valjean et l'évêque Monseigneur Myriel à Digne jusqu'à 1823 où Jean Valjean, devenu Monsieur Madeleine et maire de Montreuil-sur-Mer, vienne au secours de Fantine, une pauvre jeune femme tombée dans la prostitution pour subvenir aux besoins de sa fille Cosette. Mais après s'être dénoncé au tribunal d'Arras pour disculper un accusé, Jean Valjean part à la recherche de Cosette avec Javert à ses trousses.
- 2e époque : Cosette — Jean Valjean, toujours poursuivi par Javert, après avoir recueilli Cosette à Montfermeil, s'enfuit avec elle à Paris et ils trouvent refuge dans un couvent d'où ils ne sortiront qu'en 1829.
- 3e époque : Marius — En 1831, Marius tombe amoureux de Cosette rencontrée au Jardin du Luxembourg et sauve celui qu'il croit être son père, Jean Valjean, du traquenard organisé par les Thénardier dans la masure Gorbeau.
- 4e époque : L'Épopée rue Saint-Denis — 1832, la révolution libérale est en marche et des barricades se dressent dans Paris. Marius, blessé sur celle de la rue de la Chanvrerie, est sauvé par Jean Valjean pour le bonheur de Cosette. Le mariage des jeunes gens annonce la fin de la mission de Jean Valjean sur Terre. Il meurt en 1833.

## Fiche technique
- Titre : Les Misérables
- Réalisation : Henri Fescourt

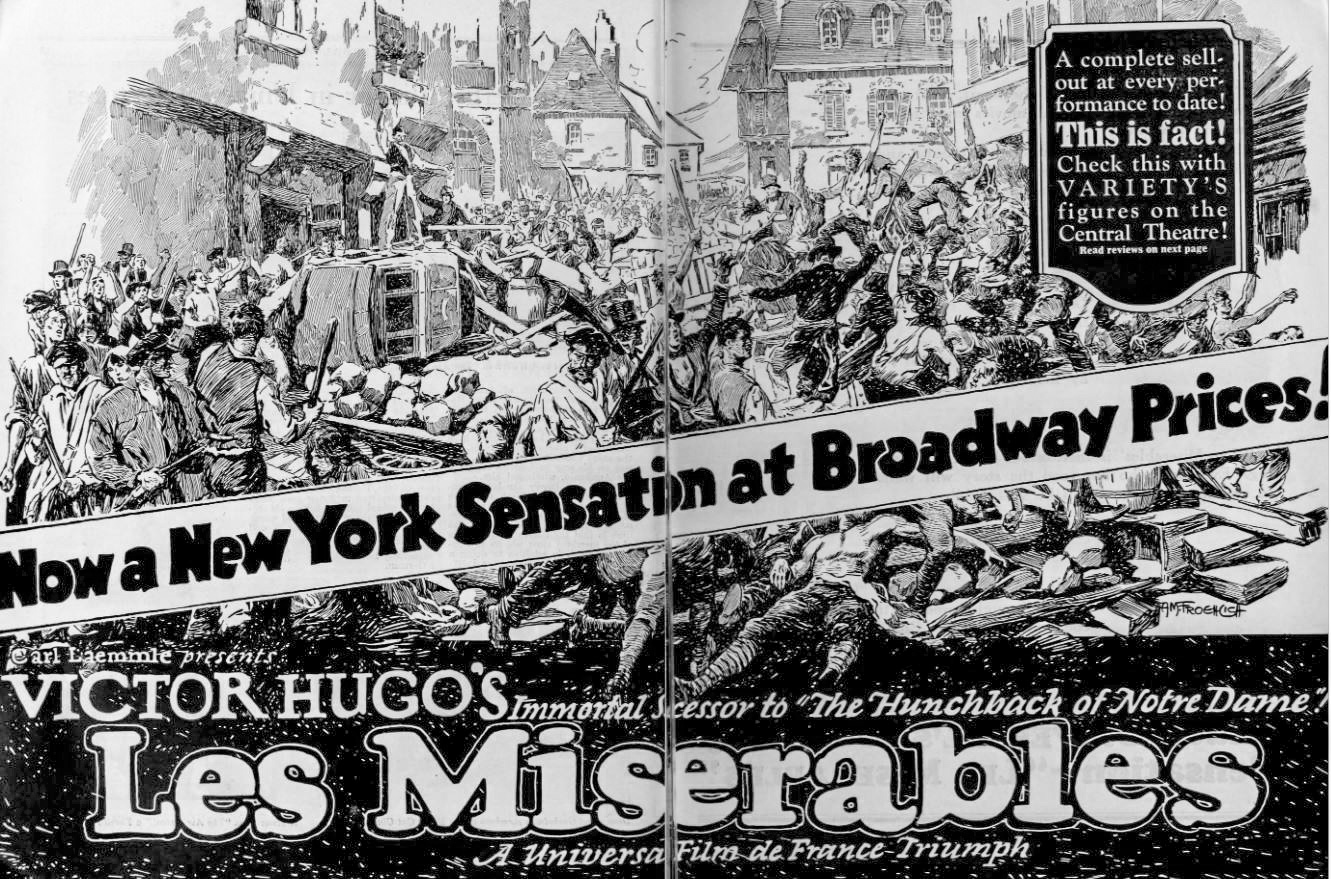
Publicité pour la sortie du film français de 1925 parue dans le programme de Universal Weekly du 3 septembre 1927.

- Scénario : Arthur Bernède et Henri Fescourt d'après le roman éponyme de Victor Hugo
- Adaptation : Henri Fescourt
- Assistants-réalisation : René Barberis, Henri Debain, René Arcy-Hennery
- Producteurs : Henri Fescourt, Louis Nalpas, Jean Sapène
- Sociétés de production : Société des Cinéromans, Films de France
- Société de distribution : Pathé Consortium Cinéma
- Photographie : Raoul Aubourdier, Léon Donnot, Georges Lafont et Karémine Mérobian
- Montage : Jean-Louis Bouquet
- Décors : Marguerite Cahuzac (Madame Castiaux), Georges Quenu
- Pays de production :  France
- Format : noir et blanc — 35 mm — 1.33:1 — film muet
- Genre : drame
- Durée : 359 minutes (32 bobines, 6 heures)
- Date de sortie : France : 25 novembre 1925[2],[3],[4]
- Affiche : Bernard Lancy (France)

## Distribution
- Gabriel Gabrio : Jean Valjean

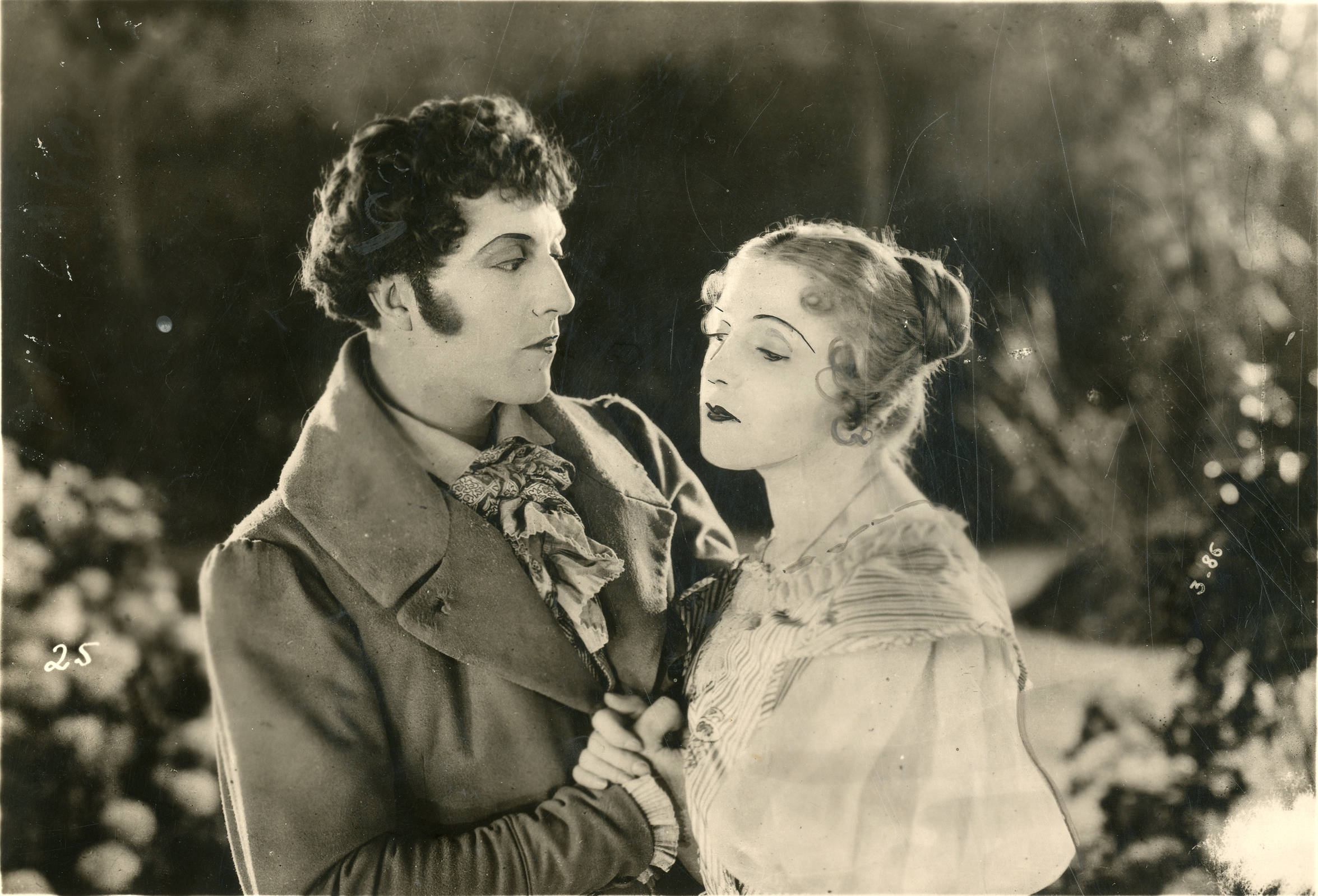
François Rozet (Marius) et Sandra Milowanoff (Cosette) dans une scène du film.

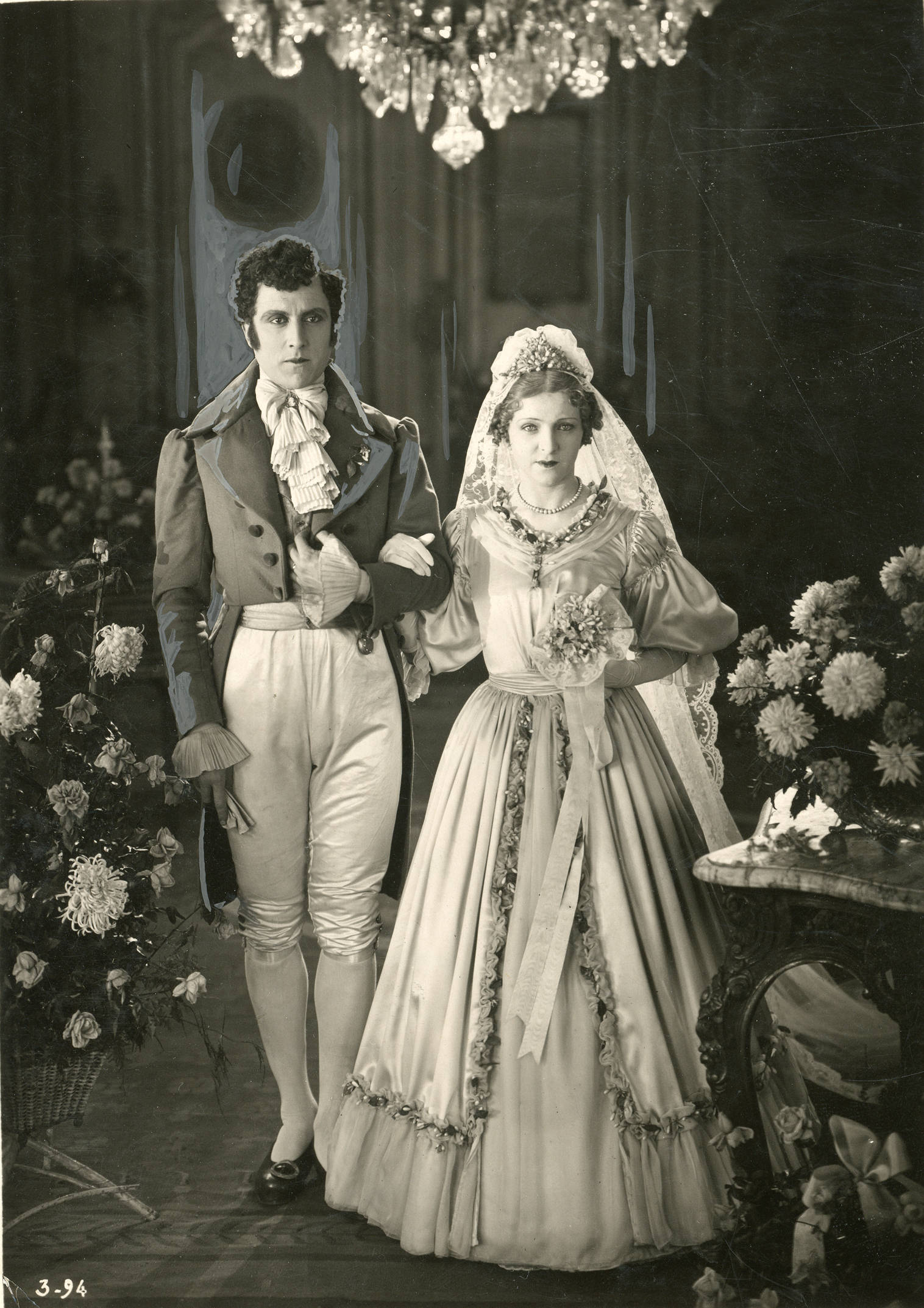
Le mariage de Marius et Cosette le 16 février 1833.

- Sandra Milowanoff : Fantine/Cosette
- Jean Toulout : Javert
- Georges Saillard : Thénardier
- Renée Carl : La Thénardier
- Suzanne Nivette : Éponine
- Andrée Rolane : Cosette (enfant)
- François Rozet : Marius
- Charles Badiole : Gavroche
- Paul Jorge : Monseigneur Myriel
- Sylviane de Castillo : Sœur Simplice
- Jeanne Marie-Laurent : Madame Magloire
- Paul Guidé : Enjolras
- Émilien Richaud : Bamatabois
- Henri Maillard : Gillenormand

## Sources, notes et références
Sources principales pour l'élaboration de cet article : Archives françaises du film, BiFi.